# Conquest Racing
Conquest Racing est une écurie de course automobile, dirigée par le Belge Éric Bachelart. Elle a notamment évolué dans le championnat IndyCar Series, ainsi qu'en American Le Mans Series. Créée en 1997, elle n'évolue dans plus aucun championnat à partir de 2012. Elle disparait officiellement en 2015, avant de revenir en 2019 en endurance.

## Historique

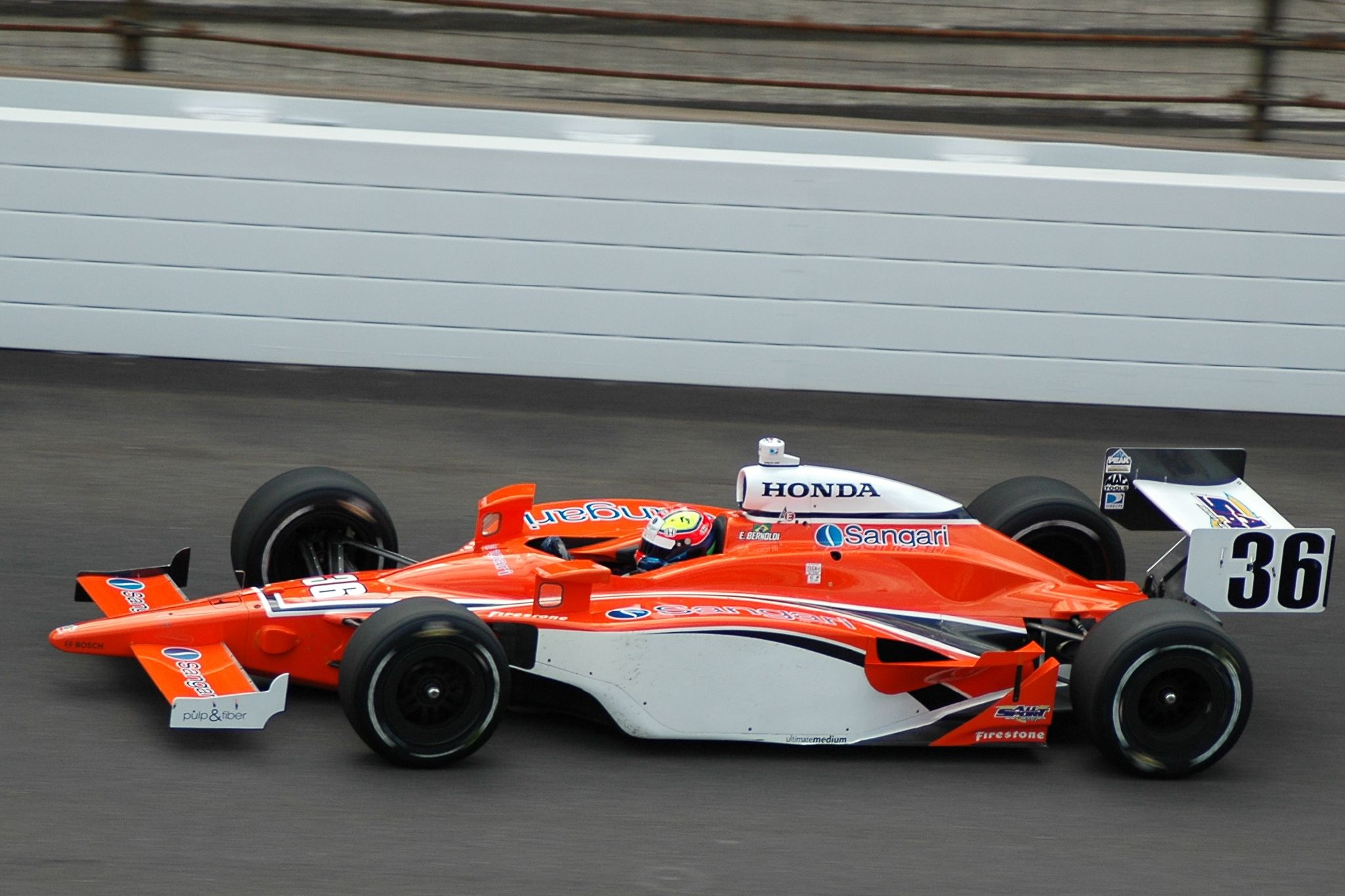
Enrique Bernoldi en 2008, lors des essais de l'Indy 500.

Éric Bachelart, ancien pilote automobile, fonde Conquest Racing en 1997, et engage Christophe Tinseau en Indy Lights, antichambre de l'Indy Racing League. En 2001, Conquest arrive en Indy Racing League, et engage le Français Laurent Redon pour les deux dernières courses de l'année, et pour la saison complète en 2002. Équipés de moteurs Infiniti, Redon et Conquest terminent douzièmes et débutants de l'année, avec un podium.
De 2003 à 2007, l'équipe part en Champ Car. Elle décroche deux podiums avec Andrew Ranger en 2005 et Jan Heylen en 2007. De 2008 à 2011, après la fusion Champ Car/IndyCar, l'équipe revient en IndyCar Series, mais ne remonte pas sur le podium.
En 2010, Mario Romancini et Bertrand Baguette sont les deux pilotes titularisés pour la saison 2010. En 2011, Sebastian Saavedra pilote pour l'équipe pendant la saison d'IndyCar Series. En 2012, l'écurie engage une Morgan LMP2 en American Le Mans Series.
Fermée officiellement en 2015, l'écurie réapparait en LMP3 dans le championnat IMSA Prototype Challenge en 2019.